# Elizabeth Gilbert
Elizabeth M. Gilbert (Waterbury, 18 luglio 1969) è una scrittrice statunitense, nota in particolare per il best seller del 2006 Mangia, prega, ama - Una donna cerca la felicità rimasto nella classifica dei libri più venduti stilata dal The New York Times per 187 settimane. Dal libro è stato tratto l'omonimo film con Julia Roberts e diretto da Ryan Murphy, ed un sequel intitolato Giuro che non mi sposo e pubblicato nel 2010.

## Opere
Tradotti in Italia :
- Mangia, prega, ama - Una donna cerca la felicità (Eat, Pray, Love: One Woman's Search for Everything Across Italy, India and Indonesia)(2006)
- Giuro che non mi sposo (Committed: A Love Story)(2009)
- Il cuore di tutte le cose (The Signature of All Things)(2013)
- Big Magic: Vinci la paura e scopri il miracolo di una vita creativa (Big Magic: Creative Living Beyond Fear)(2015)

 Altri titoli 
- Pilgrims (1997)
- Stern Men (2000)
- The Last American Man (2002)
- At Home on the Range by Potter, Margaret Yardley (2012)

## Curiosità
Fino al 2015, E. Gilbert viveva in una piccola cittadina sul fiume di Frenchtown (New Jersey), dove lei e il suo secondo marito, José Nunes (conosciuto come "Quel Ragazzo Brasiliano" in Mangia, Prega, Ama) gestivano un negozio di merce importata chiamato "Due pulsanti" (Two Buttons)